# جو دورل
جو دورل (انگلیسی: Joe Durrell؛ زادهٔ ۱۵ مارس ۱۹۵۳) بازیکن فوتبال اهل بریتانیا است.
از باشگاه‌هایی که در آن بازی کرده‌است می‌توان به باشگاه فوتبال گیلینگام، باشگاه فوتبال لینکولن سیتی، باشگاه فوتبال وستهام یونایتد، باشگاه فوتبال بریستول سیتی، و باشگاه فوتبال کاردیف سیتی اشاره کرد.